# Harisnyás Pippi – A Villekulla-villa
A Harisnyás Pippi – A Villekulla-villa (eredeti cím: Pippi Longstocking) 1997-ben bemutatott egész estés svéd–német–kanadai rajzfilm, amelyet Clive Smith rendezett. A forgatókönyvet Astrid Lindgren írta, a zenéjét Tony Kosinec szerezte, a producere Waldemar Bergendahl volt. Az AB Svensk Filmindustri készítette, a Legacy Releasing forgalmazta.
Kanadában 1997. augusztus 22-én, Svédországban 1997. október 3-án mutatták be a mozikban. Magyarországon 2014. október 28-án az M2-n vetítették le.

## Szereplők
| Szereplő                             | Eredeti hang                     | Magyar hang   |
| ------------------------------------ | -------------------------------- | ------------- |
| Harisnyás Pippi (Pippi Longstocking) | Melissa Altro                    | Csuha Borbála |
| Tommy Settergren                     | Noah Reid                        | Bogdán Gergő  |
| Annika Settergren                    | Olivia Garratt, Judy Tate (ének) | Koller Virág  |
| Mr. Nilsson / Dog                    | Richard Binsley                  | –             |
| Captain Longstocking                 | Gordon Pinsent                   | ?             |
| Fridolf                              | Chris Wiggins                    | ?             |
| Constable Klang / Ringmaster         | Philip Williams                  | ?             |
| Constable Kling / O'Malley           | Rick Jones                       | ?             |
| Mrs. Prysselius                      | Catherine O'Hara                 | Némedi Mari   |
| Thunder-Karlsson                     | Dave Thomas                      | ?             |
| Bloom                                | Wayne Robson                     | ?             |
| Mrs. Settergren                      | Karen Bernstein                  | ?             |
| Mr. Settergren                       | Martin Lavut                     | ?             |
| Mrs. Klang                           | Elva Mai Hoover                  | ?             |
| Mrs. Kling                           | Mari Trainor                     | ?             |
| Snake Lady                           | Melleny Melody                   | ?             |
| Adolph                               | Howard Jerome                    | ?             |
| Teacher                              | Carole Pope                      | ?             |